# Locoja
Locoja (Lokoja) é uma cidade da Nigéria, capital do estado de Cogi, e uma área de governo local. Segundo censo de 2016, havia 265 400 residentes. Possui 3 180 quilômetros quadrados.